# 李恒菊属
李恒菊属（学名：Lihengia）是菊科的一属植物。2021年从厚喙菊属独立出来。共2种，分布于中国云南高黎贡山地区。属名是致敬中国植物分类学家李恒。
属下物种共2种：
- 矮小厚喙菊 （Lihengia gombalana）
- 棕毛厚喙菊 （Lihengia amoena）